# Risto Tošović
Risto Tošović (Foča (Doboj, BiH), 23. ožujka 1923. − Beograd, 22.  kolovoza 1986.,  srpski pjesnik
| Datum rođenja  | 23. ožujka 1923.                   |
| Mjesto rođenja | Foča (Doboj, BiH)                  |
| Nagrade        | Listopadska nagrada grada Beograda |
| Datum smrti    | 22. kolovoza 1986.                 |
| Mjesto smrti   | Beograd                            |

## Životopis
Risto Tošović rođen je u Foči 23. ožujka 1923. godine. Bio je pjesnik, borac koji pripada prvom naraštaju poslijeratnih pjesnika. Završio je osnovnu školu u Foči, a srednju tehničku školu pohađao je u Sarajevu. Pristupa naprednom  pokretu mladih te po izbijanju rata partizanima. Član SKOJ-a postao je 1938. godine. U partizanima je bio prvo borac, zatim komesar čete, onda član Pokrajinskog komiteta SKOJ-a za Bosnu i Hercegovinu i član Centralnog vijeća Narodne omladine Jugoslavije. U ratu je počeo pisati. Njegove pjesme su objavljivane tijekom  ratnih godina u brigadnim i omladinskim listovima.
Poslije rata, Tošović obavlja niz odgovornih dužnosti. 1949. godine dolazi u Beograd gdje uređuje književni časopis 'Mladost', koji je na svojim stranicama afirmirao nekoliko generacija jugoslovenskih mladih pisaca. Potom postaje glavni urednik lista 'Književne novine' (1954. – 1957.), a jedno vrijeme je na dužnosti generalnog sekretara Saveza književnika Jugoslavije. Od 1953. godine bio je urednik lista 'Politika', a glavni i odgovorni urednik lista NIN bio je od 1963. do 1968. godine. Sve do smrti bio je predsjednik srpske književne zadruge. 
Pisao je pjesme, koje su tiskane u više antologija i zbornika suvremenog jugoslovenskog pjesništva. Pjesme su mu prevođene na: engleski, njemački, ruski, poljski, mađarski, rumunjski  i druge jezike. Osim pjesničkog stvaralaštva, Tošović se šezdesetih godina bavio i esejistikom. Esejističke tekstove i polemičke članke objavljivao je u listovima i časopisima.
Uz niz drugih priznanja, Tošović je za književno stvaralaštvo dobio i Oktobarsku nagradu grada Beograda (1973). Umro je 1986. godine u Beogradu.